# José Benito de Aranda
José Benito de Aranda fue un importante funcionario y político de la provincia de Salta, República Argentina, de mediados del siglo XIX.

## Biografía
José Benito de Aranda nació en la ciudad de Salta alrededor del año 1817, hijo de José Benito de Aranda, guerrero de la independencia, y de Josefa Centeno y Arze Loyola.
Siguió los estudios elementales en su provincia natal y en 1833 paso a Charcas para seguir estudios universitarios. Por falta de recursos debió abandonar su carrera y regresar a su tierra, instalándose en Cachi para dedicarse a actividades agrícolas y ganaderas.
Desde antes de 1840 Aranda perteneció al partido federal, pero debido a su personalidad representó siempre un elemento moderador en los enfrentamientos políticos de la época.
En 1841 el gobernador de Salta Miguel Otero lo designó junto a otros ciudadanos para integrar una comisión que velara por la distribución de agua en los Valles Calchaquíes con funciones equivalentes a la de un juez de Aguas.
Se desempeñó posteriormente como oficial mayor del gobierno de Salta y accidentalmente como ministro en las ciudades de Salta y de Jujuy. Fue miembro de la Sala de Representantes de Salta y candidato a la gobernación después de la batalla de Caseros.
Falleció despuús del año 1888 en Cachi. Estaba casado con Benjamina Luisa Sánchez Saravia y tuvo numerosos hijos.